# Roginska Gorca
Roginska Gorca este o localitate din comuna Podčetrtek, Slovenia, cu o populație de 130 de locuitori.